# رصدخانه ملی کیت پیک

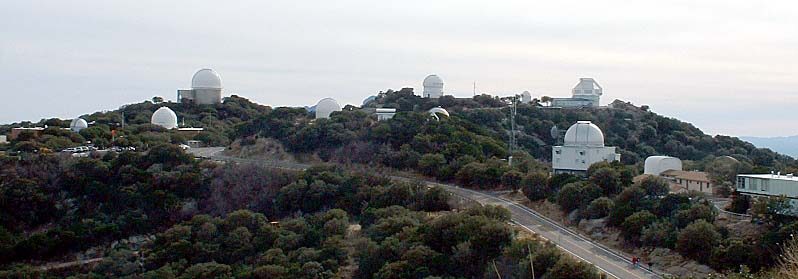

رصدخانه ملی کیت پیک آمریکا (به انگلیسی: Kitt Peak National Observatory) یک مرکز علمی فدرال در جنوب ایالت آریزونای آمریکا است.
این رصدخانه بر فراز صحرای سونورا و در غرب شهر توسان قرار دارد.
۲۳ تلسکوپ (از جمله تلسکوپ نیکولاس میال) و ۲ رادیوتلسکوپ در این رصدخانه مشغول به کارن
رصدخانه ملی خورشیدی نیز در اینجا مستقر است.

## نگارخانه

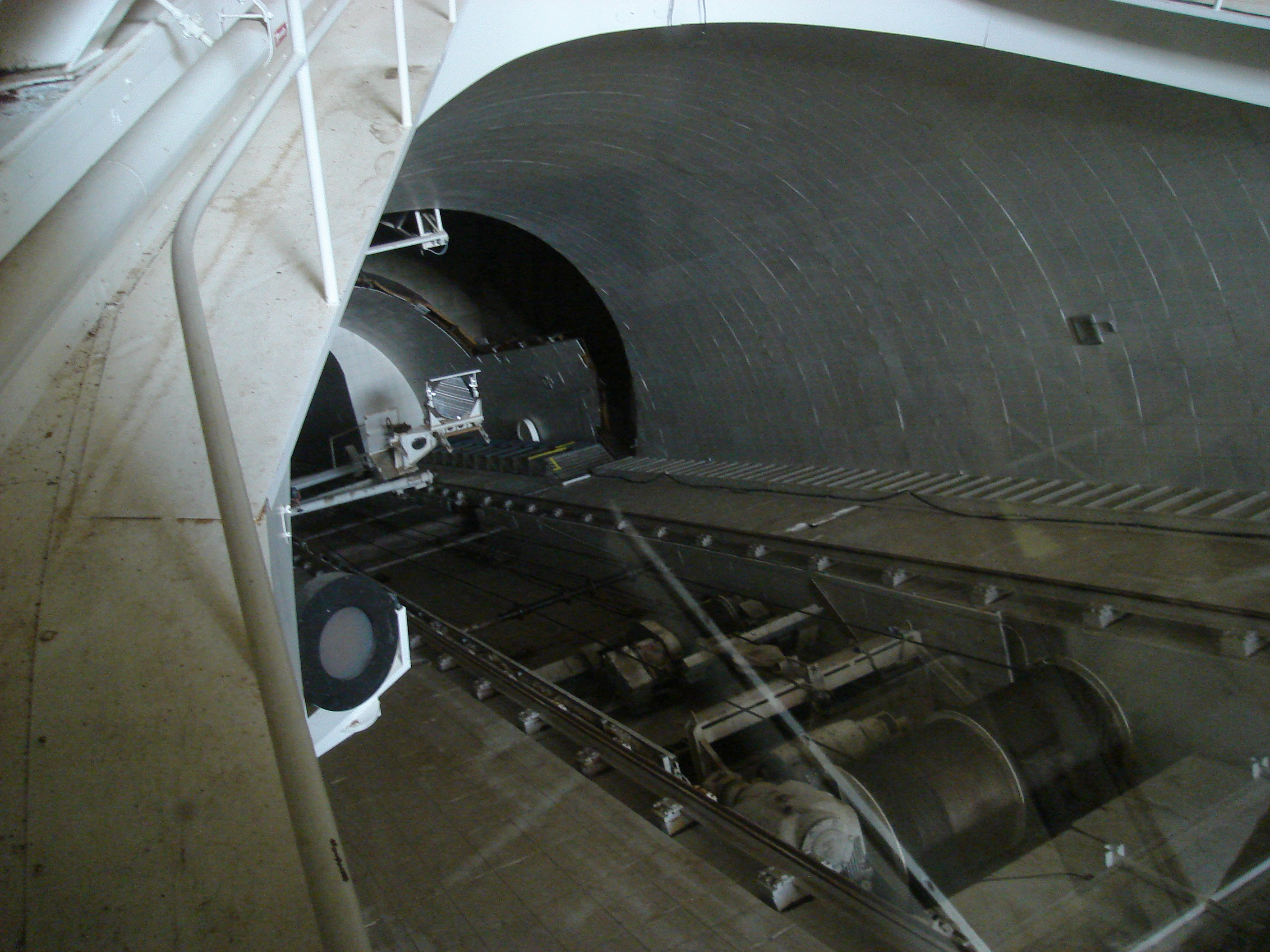
<!Solar telescope, looking down>
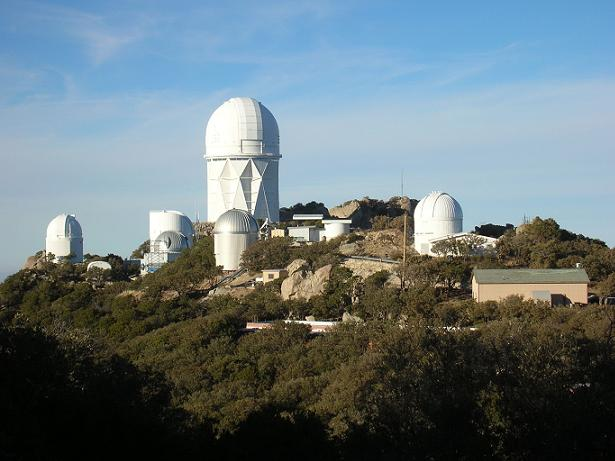
<!View of Kitt Peak looking towards the Mayall 4-meter telescope>
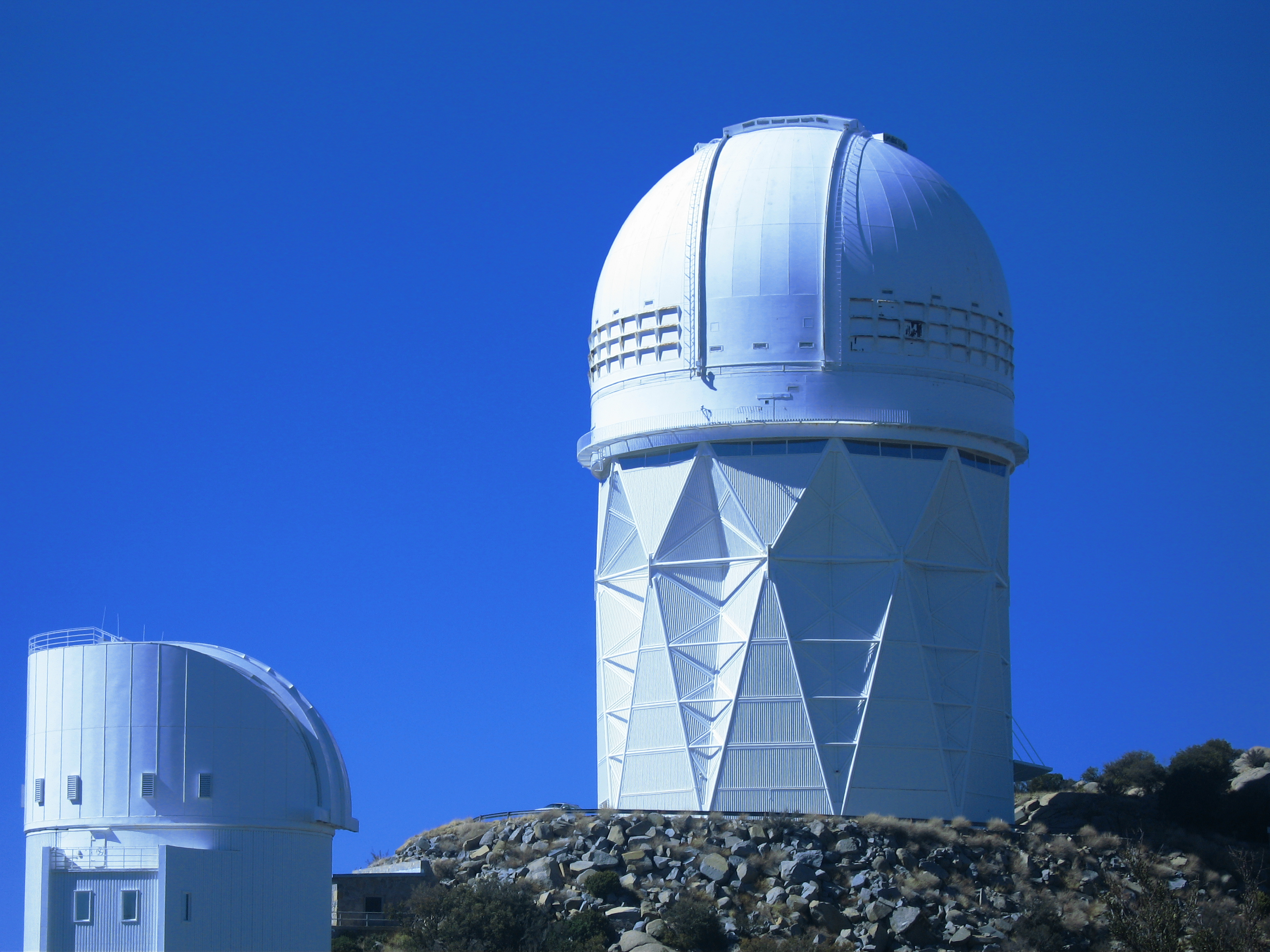
<!Two of Kitt Peak's telescopes (right: Mayall 4-m telescope; left: Bok 2.3-m telescope)>

## جستارهای وابسه
- رصدخانه پارانال
- رصدخانه لاسیا
- رصدخانه میان‌آمریکایی سرو تولولو
- تلسکوپ وی‌ال‌تی